# Ваня Монева
Ваня Монева е българска хорова диригентка и съоснователка на хор „Космически гласове“. Майка е на поп певицата Мария Илиева.

## Биография
Монева е родена във Велико Търново на 29 април 1954 г. Учи в Музикалното училище в Русе, специалност „Пиано“. Завършва с отличие ДМА „Панчо Владигеров“ в класа на проф. Васил Арнаудов, със специалност „Хорово дирижиране“.
Работи като диригент на Представителния смесен хор „Алеко Константинов“, Хора на софийските девойки, женския народен хор на БР, Представителния смесен хор „Петко Стайнов“ и хоровата школа в Казанлък, както и редица други хорови формации в София, Лом и Стара Загора. Работи и като музикален продуцент в Българското национално радио, като прави записи с певци и инструменталисти, залагайки на автентичния фолклор от места със затихващи функции, продуцира оркестъра за народна музика, организира концерти, попълва и съхранява фонотеката на радиото.
Ваня Монева интензивно работи с българските композитори. Поради интереса ѝ към българския фолклор заедно с продуцента Емил Минев създава женския народен хор „Космически гласове от България“ през 1994 г. Характерната репертоарна политика на хора демонстрира скритите възможности на народните гласове и различните жанрови измерения. 

Диригентката е известна със своя стил, музикална естетика и висок професионализъм. За нея композиторът проф. Красимир Кюркчийски казва:
| „ | Ваня Монева е българският Караян в рокля | “ |

## Награди
Ваня Монева е носителка на редица престижни музикални награди, сред които:
- Първа награда в отворената категория на Международния хоров конкурс „Нека пеят народите“ на Европейското радио (EBU), 2015 г.[2]
- „Следовник на народните будители“ за изключителен принос в отстояване на българската духовност и хорово изкуство – от Върховния читалищен съвет на Съюза на народните читалища в България, 2015 г.
- Награда „Сърцето на София“, 2014 г.
- Музикант на годината за 2014 г. в класацията на „Алегро виваче“ на БНР
- Специална награда „Кристална лира“ по повод 20-годишнината на хор „Космически гласове“, 2014 г.
- „Златна книга“ за принос за развитието на българската култура, 2011 г.[1]
- „Златно петолиние“ от Съюза на българските композитори, 2005 г.
- Награда ECHO на немските музикални продуценти за компакт диска Bulgarian Soul с Веселина Кацарова, 2003 г.
- „Класика в другите жанрове“, „Алегро Виваче“, БНР, 2002 г.
- „Златно перо“ за принос към българската култура, „ФМ Класик радио“, 2001 г.
- Специална награда на „Салон на изкуствата“, НДК, 2000 г.
- „Казанлък“ за принос към изкуството и културата, Казанлък, 1989 г.
- Специална награда в категория „Фолклор“, Международен хоров конкурс, Чехословакия, 1988 г.
- III награда, Международен майски хоров конкурс, Варна, 1985 г.
- „Кръстьо Пишурка“ за специален принос към художествената самодейност, Лом, 1983 г.